# Lac Capichinatoune
Le lac Capichinatoune est plan d'eau douce étroit traversé par la rivière Rupert, coulant dans Eeyou Istchee Baie-James (municipalité), en Jamésie, dans la région administrative du Nord-du-Québec, dans la province de Québec, au Canada.
La surface du lac Capichinatoune est habituellement gelée de la fin octobre au début mai, toutefois la circulation sécuritaire sur la glace se fait généralement de la mi-novembre à la fin d'avril.

## Géographie
Le lac Capichinatoune comporte une longueur de 23 km formé par un élargissement de la rivière, une largeur maximale de 1,8 km et une altitude de 355 m. Ce lac est alimenté par la rivière Rupert (venant du sud-ouest) et par la rivière Shipastouk (venant du Sud-Est). Il est traversé vers le nord par la rivière Rupert sur 18,3 km.
Les principaux bassins versants voisins du lac Capichinatoune sont :
- côté nord : rivière Rupert, lac Woollett, lac Fromenteau (rivière Wabissinane), rivière Wabissinane ;
- côté est : ruisseau Kamichkwapiskan, lac Mistassini, lac Albanel ;
- côté sud : rivière Rupert, rivière Shipastouk, baie Radisson, lac Mistassini, baie Abatagouche, baie du Poste ;
- côté ouest : rivière Rupert, rivière Natastan.

L'embouchure du lac Capichinatoune est localisée à :
- 27,1 km à l'ouest du lac Mistassini ;
- 106,5 km au nord du centre du village de Mistissini (municipalité de village cri) ;
- 168,6 km au nord du centre du village de Chibougamau ;
- 106,8 km à l'est de l'embouchure du lac Mesgouez lequel est traversé par la rivière Rupert ;
- 352 km à l'est de la confluence de la rivière Rupert et de la baie de Rupert[1].

L'embouchure du Lac Capichinatoune est située au nord-ouest à une chute où le courant poursuit son cours vers le nord par la rivière Rupert.
À partir de l'embouchure de la rivière Shipastouk, le courant emprunte la rivière Rupert qui coule vers l'ouest jusqu'à la baie de Rupert.

## Toponymie
Le toponyme "lac Capichinatoune" a été officialisé le 5 décembre 1968 par la Commission de toponymie du Québec, soit à la création de cette commission.